# Webbjokern till Melodifestivalen
Webbjokern, även under benämningen Allmänhetens tävling, var mellan åren 2010 och 2018 ett moment i svenska Melodifestivalen där icke-etablerade artister och låtskrivare hade möjligheten att skicka in bidrag via en egen antagning för att försöka komma med i Melodifestivalen. Denna del av tävlingen var endast öppen för personer som aldrig tidigare hade gett ut musik kommersiellt på skivbolag eller liknande förlag.  
Mellan åren 2010 och 2012 var momentet en webbliknande omröstning där publiken, och ibland tillsammans med Melodifestivalens redaktion, fick rösta fram en eller flera vinnarlåtar bland ett hundratal inskickade låtar. Under de tre följande Melodifestivalerna var det istället den urvalsjury som röstade fram ordinarie startfält som fick bestämma ett bidrag från den uttagningen till startfältet. Inför den sjunde upplagan av Allmänhetens tävling valde Sveriges Television att ta bort att en låt skulle få en automatisk plats i startfältet, dock att låtskrivare fortsatt hade möjlighet att skicka in tävlingsbidrag via en egen antagning. Inget bidrag garanterades dock en plats. Så fortsatte även under 2017 och 2018, men från Melodifestivalen 2019 valde Sveriges Television att inte längre göra någon skillnad på etablerade eller icke-etablerade låtskrivare vid antagningen, vilket gör att momentet därmed kan anses vara nedlagt.    

## Tävlingsregler
Alla som ville tävla i Webbjokern/Allmänhetens tävling skulle uppfylla de regler som Sveriges Television i övrigt vid den tidpunkten ställde på alla tävlingsbidrag, låtskrivare och (demo)artister. Ett undantag gjordes från regelverket som gällde att Sveriges Television tillfälligt tillät att demoversioner av tävlingsbidrag till webbjokern fick spelas upp i SVT Play före Melodifestivalen, vilket annars inte tillåts. Undantagen gjordes under senhöstarna 2009 (inför Melodifestivalen 2010), 2010 (inför Melodifestivalen 2011) och 2011 (inför Melodifestivalen 2012), då publiken var med och röstade. Vid de resterande upplagorna publicerades inga låtar i förväg.    
Ett krav för att få delta i momentet var att låtskrivarna skulle vara icke-kommersiella. Begreppet kom att tolkas om flera gånger från att låtskrivarna inte fick ha haft musikaliska verk utgivna sedan tidigare till att sådana utgivningar varit okej så länge det handlat om icke-kommersiell utgivning. Senare omformulerades detta igen till att låtskrivarna visst fick vara kommersiellt utgivna under förutsättning de inte varit det innan momentet drog igång, oftast före den 1 oktober året innan den aktuella Melodifestivalen.

### Upplägg
I de tre första upplagorna publicerade Sveriges Television ett antal av de inskickade webbjokerbidragen i SVT Play och på Melodifestivalens dåvarande programsida på Sveriges Televisions hemsida varpå publiken gavs möjlighet att rösta på sina favoriter. Vid olika tillfällen röstades bidrag som hade minst antal röster ut och så fortsatte man till dess en eller flera vinnare var korade. Inför varje webbjokertävling hölls en antagning där det var Melodifestivalens redaktion som avgjorde vilka bidrag som skulle godkännas att tävla. Från den fjärde upplagan (inför Melodifestivalen 2013) hölls bara en antagning och därefter var det upp till Sveriges Televisions tillsatta urvalsjury att bestämma en vinnare, eller bara ta ställning till urvalet och eventuellt utse en eller flera vinnare.

### Vinnare och placeringar
| År        | Vinnare | Vinnare | Låtskrivare | Placering (i Melodifestivalen) | Anmärkning |
| --------- | --- | --- | --- | --- | --- |
| 2010      | MiSt | "Come and Get Me Now" | Mia Terngård, Stefan Lebert | 7 | Utslagen i deltävlingen. |
| 2011      | Julia Alvgard | "Better or Worse" | Julia Alvgard, Manne Hjelm, Ola Holstad, Joar Lenz | 6 | Utslagen i deltävlingen. |
| 2011      | Jonas Matsson | "On my own" | Peter Autio, Sari Autio Olsson | 7 | Utslagen i deltävlingen. |
| 2012      | Maria BenHajji | "I mina drömmar" | Nanna Sveinsdóttir, Thomas Cars | 8 | Utslagen i deltävlingen. |
| 2013      | Elin Petersson | "Island" | Elin Petersson | 8 | Utslagen i deltävlingen. |
| 2014      | I.D.A | "Fight Me If You Dare" | Albin Nicklasson, Nicklas Laine, Louise Frick Sveen | 6 | Utslagen i deltävlingen. |
| 2015      | Emelie Irewald | "Där och då med dig" | Emelie Irewald | 6 | Utslagen i deltävlingen. |
| 2016–2018 | Inget bidrag från Webbjokern/Allmänhetens tävling garanterades en plats i startfälten. Det blev heller inte officiellt om någon av de inskickade bidragen hade kommit med. | Inget bidrag från Webbjokern/Allmänhetens tävling garanterades en plats i startfälten. Det blev heller inte officiellt om någon av de inskickade bidragen hade kommit med. | Inget bidrag från Webbjokern/Allmänhetens tävling garanterades en plats i startfälten. Det blev heller inte officiellt om någon av de inskickade bidragen hade kommit med. | Inget bidrag från Webbjokern/Allmänhetens tävling garanterades en plats i startfälten. Det blev heller inte officiellt om någon av de inskickade bidragen hade kommit med. | Inget bidrag från Webbjokern/Allmänhetens tävling garanterades en plats i startfälten. Det blev heller inte officiellt om någon av de inskickade bidragen hade kommit med. |

## 2010
Webbjokern till Melodifestivalen 2010 ägde rum mellan den 21 september och 12 november 2009. Efter en kortare antagningsperiod, som totalt sett inbringade 246 inskickade tävlingsbidrag, valde Sveriges Television att publicera 178 bidrag. Den 14 oktober startade själva omröstningen på Melodifestivalens hemsida, och en vecka senare, den 21 oktober, genomfördes en första utröstning som innebar topp hundra fick vara kvar medan bidragen på plats hundraett och bakåt åkte ut. Därefter genomfördes liknande större utröstningar den 28 oktober, då topp femtio blev kvar, samt den 4 november, då tio bidrag röstades fram till en finalvecka. Då nollställdes alla tidigare röster och nya dagliga omröstningar påbörjades. Dessa innebar att det bidrag som vid ett visst klockslag hade lägst stöd åkte ut, vilket fortsatte till bara tre bidrag återstod.
Den 12 november 2009 i Sveriges Televisions dåvarande morgonprogram Gomorron Sverige hölls själva finalomgången där de tre finalisterna medverkade i sändningen varav två på plats i studion och en över länk. Vinnarna, som blev gruppen MiSt, valde senare att vara den artist som framförde låten i Melodifestivalen 2010 dock tillsammans med dansbandet Highlights.
Under hela projektet inkom cirka 300 000 röster.

### Finalveckans bidrag
| Plats | Demoartist            | Låt                      | Låtskrivare (text & musik)        |
| ----- | --------------------- | ------------------------ | --------------------------------- |
| 1     | MiSt                  | "Come and Get Me Now"    | Mia Terngård, Stefan Lebert       |
| 2     | Jessica Friberg       | "Break Free"             | Jessica Friberg, Johannes Hansson |
| 3     | Adam Sandahl Grupp    | "Kärleken vänder allt"   | Adam Sandahl                      |
| 4     | Genjor McNell         | "My Kind of Love"        | Jörgen Frinell                    |
| 5     | Ingela Hemming        | "Love for People"        | Ingela Hemming                    |
| 6     | Mark                  | "I'll Make You Want Me"  | Mark Woznicki                     |
| 7     | Johan Skoog           | "När vi har landat"      | Johan Skoog, Martin Hägglund      |
| 8     | Siberia               | "Hot for the Night"      | Peter Månsson                     |
| 9     | Halla Vilhjálmsdóttir | "How"                    | Halla Vilhjálmsdóttir             |
| 10    | Alrik Paulsson        | "Lite sex och lite spex" | Alrik Paulsson                    |

## 2011
Webbjokern till Melodifestivalen 2011 ägde rum mellan den 9 juli och 8 november 2010 och korade den här gången två vinnare som fick varsin plats i det ordinarie Melodifestivalstartfältet. Dessutom genomfördes omröstningarna via telefon- och SMS-röstning. 
Under sensommaren 2010 hölls en antagning som totalt inbringade 424 bidrag och från den valde Sveriges Television ut 232 bidrag som de ansåg uppfyllde regelverket. Med start den 11 oktober publicerades de utvalda tävlingsbidragen i SVT Play och Melodifestivalens programsida på Sveriges Televisions webbplats samtidigt som röstningsförfarandet inleddes. Efter en veckas omröstning, den 18 oktober, genomfördes en första utröstningsrunda som innebar att endast de hundra bidrag som dittills fått flest röster fick vara kvar medan resterande bidrag fick lämna tävlingen. Därefter följde ytterligare utröstningsrundor den 25 oktober (där topp 50-bidragen fick vara kvar), 27 oktober (där topp 20-bidragen fick vara kvar och samtliga kvarvarande låtars tidigare röster nollställdes), 29 oktober (där topp 15-bidragen fick vara kvar) och den 31 oktober där finalveckans tio bidrag utsågs.    

### Finalveckan (plats 6–10)
Likt föregående upplaga hade Sveriges Television valt att ha en så kallad finalvecka för de tio mest framröstade bidragen under tävlingen, dock med en twist. Till att börja med genomfördes nya omröstningar där det bidrag som vid en viss tidpunkt varje dag hade lägst stöd åkte ut. Så fortsatte omgång för omgång till dess att det sjätteplacerade bidraget hade röstats ut och fem bidrag återstod. Då pausades omröstningen inför en finalsändning.
| Placering | Demoartist         | Låt                | Låtskrivare (text & musik)      | Utslagningsdatum |
| --------- | ------------------ | ------------------ | ------------------------------- | ---------------- |
| 6         | Björn Hasselquist  | "Beautiful world"  | Björn Hasselquist               | 5 november       |
| 7         | Madeleine Jangklev | "Stay with me"     | Madeleine Jangklev, Nic Arphult | 4 november       |
| 8         | Fredrik & Magnus   | "Get out"          | Fredrik Hanefalk, Magnus Paues  | 3 november       |
| 9         | Trison             | "Lovar och svär"   | Tony Andersson                  | 2 november       |
| 10        | Succubus           | "Raise your hands" | Daniel Lindberg                 | 1 november       |

### Webbjokerfinalen
Den 8 november 2010 avgjordes webbjokern till Melodifestivalen 2011 i en direktsändning från restaurang Golden Hits i Stockholm med Henric von Zweigbergk som programledare. Inför avgörandet hade de fem framröstade finalbidragen fått behålla de röster de fått in hittills under projektet, i alla fall efter den senaste nollställningen den 27 oktober. Dessa röster vägdes samman med telefon- och SMS-röster som inkom under själva direktsändningen där de två bidrag som efter adderingen hade fått flest totalröster vann blev webbjokrar i Melodifestivalen 2011. Innan direktsändningens omröstning startade presenterade Sveriges Television vilken rangordning bidragen då befann sig i efter den senaste omröstningen under finalveckan. Vid resultatpresentationen meddelades de två vinnarna utan inbördes ordning men hur de tre utröstade låtarna placerat sig redovisades inte.
| Nr | Demoartist    | Låt                   | Låtskrivare (text & musik)                         | Placering före slutomröstningen | Placering efter slutomröstningen |
| -- | ------------- | --------------------- | -------------------------------------------------- | ------------------------------- | -------------------------------- |
| 1  | Billy         | "Tusen nätter"        | Daniel Wollbratt                                   | 2                               | 3                                |
| 2  | Julia Alvgard | "Better or worse"     | Julia Alvgard, Manne Hjelm, Ola Holstad, Joar Lenz | 3                               | 1                                |
| 3  | Anton & Dejo  | "I Wanna Be With You" | Dennis Andersson, Anton Dahlrot                    | 4                               | 3                                |
| 4  | Engla         | "Don't Stop"          | Sargon Jakob                                       | 5                               | 3                                |
| 5  | Jonas Matsson | "On my own"           | Peter Autio, Sari Autio Olsson                     | 1                               | 1                                |

- TV-tittare: ca 62 000[15]

- Telefon- och SMS-röster (hela tävlingen): 799 811 röster.

## 2012
Webbjokern till Melodifestivalen 2012 ägde rum mellan den 1 september och 7 november 2011. Upplägget för hela webbjokern blev den här gången en variant av Melodifestivalens fyra deltävlingar med trettiotvå bidrag och en final, dock utan något uppsamlingsheat. I varje deltävling hade Sveriges Television valt ut åtta bidrag bland de inskickade webbjokerbidragen där publiken och Melodifestivalredaktionen fick rösta fram varsitt bidrag till finalen. När det var dags för finalen hade Melodifestivalredaktionen däremot inget att säga till om utan det var enbart publikens röster som korade vinnarlåten.
Inför momentet presenterades också nya regler kring hur omröstningarna skulle gå till. I de två tidigare upplagorna hade publiken i princip kunnat röstat obegränsat antal gånger men i den här upplagan kunde man som mest rösta en gång per deltävling från samma mobiltelefon. Dessutom skedde omröstningarna vid begränsade tillfällen. För att bereda publiken tid att välja ut sin veckofavorit publicerade Sveriges Television ett startfält i taget en vecka före respektive omröstning ägde rum, i det här fallet skedde det under måndagarna den 3, 10, 17 och 24 oktober medan respektive omröstning pågick mellan klockan 12.00 och 13.00 måndagarna den 10, 17, 24 och 31 oktober. Finalomröstningen sändes i programmet P4 Extra i Sveriges Radio P4 den 7 november med Lotta Bromé som programledare.
Fyra av de ordinarie utvalda bidragen i startfälten togs ur tävlan varav tre ersattes med reservbidrag. Det fjärde bidraget ersattes aldrig då bidraget togs ur tävlan under en pågående deltävling. Även ett av reservbidragen ersattes också med ett nytt reservbidrag.

### Deltävlingarna

#### Deltävling 1
Deltävlingen ägde rum måndagen den 10 oktober 2011. Låtarna presenteras nedan enligt Sveriges Televisions startordning.
| Nr | Demoartist      | Låt                 | Låtskrivare (text och musik)        | SMS- röster | Placering | Anmärkning                           |
| -- | --------------- | ------------------- | ----------------------------------- | ----------- | --------- | ------------------------------------ |
| 1  | Trison          | "Set Me Free"       | Tony Andersson, Martin Johansson    | 0           | 8         | Diskvalificerad                      |
| 2  | Billie Dee      | "Wish You Luck"     | Christian Lumbana, Kristine Dundure | 173         | 5         | Utslagen                             |
| 3  | Keylas          | "How About You?"    | Oscar Lindstein                     | 32          | 7         | Utslagen                             |
| 4  | The Commoneers  | "Your Majesty"      | Mark Anthony Woznicki               | 77          | 6         | Utslagen                             |
| 5  | Maria Klemetrud | "Catch Me"          | Ditte Lindbom, Maria Klemetrud      | 430         | 2         | Utslagen                             |
| 6  | Maria BenHajji  | "I mina drömmar"    | Nanna Sveinsdóttir, Thomas Cars     | 750         | 1         | Till final, publikens val            |
| 7  | Flying Kite     | "Seven Years"       | Moa Rönnåsen, Robin William-Olsson  | 363         | 3         | Utslagen                             |
| 8  | Grand Slam      | "All Day All Night" | Andy Swaniz, Peter Andersson        | 192         | 4         | Till final, Sveriges Televisions val |

Totalt antal röster: 2 017 röster.

#### Deltävling 2
Deltävlingen ägde rum måndagen den 17 oktober 2011. Låtarna presenteras nedan enligt Sveriges Televisions startordning.
| Nr | Demoartist        | Låt                             | Låtskrivare (text och musik)       | SMS- röster | Placering | Anmärkning                           |
| -- | ----------------- | ------------------------------- | ---------------------------------- | ----------- | --------- | ------------------------------------ |
| 1  | Keylas            | "For the Win"                   | Oscar Lindstein                    | 103         | 6         | Utslagen                             |
| 2  | Nordic Shine      | "What If"                       | Stefan Lebrot                      | 530         | 2         | Utslagen                             |
| 3  | Elin Jakobsson    | "I'm Yours"                     | Jozsef Nemeth                      | 111         | 5         | Utslagen                             |
| 4  | David Nestander   | "Beautiful Love"                | Erik Kohl                          | 687         | 1         | Till final, publikens val            |
| 5  | Kajsa Ingemansson | "Kitchen Floor"                 | Niclas Malmberg                    | 62          | 7         | Utslagen                             |
| 6  | Sören Karlsson    | "Se mig som jag är (om du ser)" | Sören Karlsson                     | 23          | 8         | Utslagen                             |
| 7  | Demoröst          | "A Heartbeat Away"              | Jonas Lundström                    | 205         | 4         | Till final, Sveriges Televisions val |
| 8  | Greta             | "Through the Fire"              | Margreta Sandkvist, Jim Wallenborg | 245         | 3         | Utslagen                             |

Totalt antal röster: 1 966 röster.

#### Deltävling 3
Deltävlingen ägde rum måndagen den 24 oktober 2011. Låtarna presenteras nedan enligt Sveriges Televisions startordning.
| Nr | Demoartist        | Låt                          | Låtskrivare (text och musik)              | SMS- röster | Placering | Anmärkning                           |
| -- | ----------------- | ---------------------------- | ----------------------------------------- | ----------- | --------- | ------------------------------------ |
| 1  | Never Alone       | "Marilyn Monroe"             | Christofer Erixon, Joakim Björnberg       | 595         | 1         | Till final, publikens val            |
| 2  | Fredrik Sjöstedt  | "She Is Love"                | Fredrik Sjöstedt                          | 235         | 3         | Ersättningsbidrag, Utslagen          |
| 3  | Elin Jakobsson    | "I Didn't Wanna Say Goodbye" | Jozsef Nemeth                             | 211         | 5         | Utslagen                             |
| 4  | Caroline Coquard  | "Ingenting, ingen"           | Caroline Coquard                          | 165         | 6         | Till final, Sveriges Televisions val |
| 5  | Olle Andersson    | "Dance It All Away"          | Olle Andersson, Stefan Arnberg            | 370         | 2         | Utslagen                             |
| 6  | Vilda             | "Songbird"                   | Oliver Lundström, Johan Åberg, Robin Öman | 123         | 7         | Utslagen                             |
| 7  | Madeleine Ericson | "On Top of the Mountain"     | Madeleine Ericson                         | 24          | 8         | Utslagen                             |
| 8  | San Francisco     | "Jag kommer ut"              | Stefan Krakowski                          | 230         | 4         | Ersättningsbidrag, Utslagen          |

Totalt antal röster: 1 953 röster.

#### Deltävling 4
Deltävlingen ägde rum måndagen den 31 oktober 2011. Låtarna presenteras nedan enligt Sveriges Televisions startordning.
| Nr | Demoartist         | Låt                    | Låtskrivare (text och musik)     | SMS- röster | Placering | Anmärkning                           |
| -- | ------------------ | ---------------------- | -------------------------------- | ----------- | --------- | ------------------------------------ |
| 1  | Bowties            | "Need To Know"         | Erik Andergren, Erik Källner     | 642         | 1         | Till final, publikens val            |
| 2  | Ricky & Ronny      | "Kärleken ler"         | Ronny Andersson                  | 110         | 7         | Ersättningsbidrag, Utslagen          |
| 3  | Trison             | "Forever By Your Side" | Tony Andersson, Martin Johansson | 87          | 8         | Till final, Sveriges Televisions val |
| 4  | Felicia Vårnäs     | "Not Over You"         | Ditte Lindbom                    | 121         | 5         | Utslagen                             |
| 5  | Jenifer            | "Letting Go"           | Sofia Yxklinten                  | 148         | 4         | Utslagen                             |
| 6  | Patrick Egemo      | "Higher"               | Alexander Östman, Fredrik Langå  | 203         | 2         | Utslagen                             |
| 7  | Vilda              | "Box of Love"          | Anton Fahlgren                   | 113         | 6         | Utslagen                             |
| 8  | Carolina Jakobsson | "Believe"              | Carl Hansson, Emil Valtersson    | 192         | 3         | Utslagen                             |

Totalt antal röster: 1 616 röster

### Webbjokerfinalen
Finalen ägde rum måndagen den 7 november 2011 i en direktsändning i SR-programmet P4 Extra, under ledning av Lotta Bromé. Även Christer Björkman, dåvarande producent för tävlingen, medverkade i programmet.
| Nr | Demoartist       | Låt                    | Låtskrivare (text och musik)        | SMS- röster | Placering | Anmärkning |
| -- | ---------------- | ---------------------- | ----------------------------------- | ----------- | --------- | ---------- |
| 1  | Maria BenHajji   | "I mina drömmar"       | Nanna Sveinsdóttir, Thomas Cars     | 1460        | 1         | Vinnare    |
| 2  | David Nestander  | "Beautiful Love"       | Erik Kohl                           | 1174        | 3         | Utslagen   |
| 3  | Bowties          | "Need To Know"         | Erik Andergren, Erik Källner        | 1338        | 2         | Utslagen   |
| 4  | Caroline Coquard | "Ingenting, ingen"     | Caroline Coquard                    | 200         | 7         | Utslagen   |
| 5  | Trison           | "Forever By Your Side" | Tony Andersson, Martin Johansson    | 191         | 8         | Utslagen   |
| 6  | Grand Slam       | "All Day All Night"    | Andy Swaniz, Peter Andersson        | 326         | 5         | Utslagen   |
| 7  | Demoröst         | "A Heartbeat Away"     | Jonas Lundström                     | 299         | 6         | Utslagen   |
| 8  | Never Alone      | "Marilyn Monroe"       | Christofer Erixon, Joakim Björnberg | 1073        | 4         | Utslagen   |

Totalt antal röster: 6 061 röster

## 2013–2018
Efter tre upplagor där publiken fått rösta fram webbjokern/webbjokrarna valde Sveriges Television att byta uttagningssätt. Till att börja med bytte momentet namn till Allmänhetens tävling och det nya konceptet blev att urvalsjuryn, som på den tiden även utsåg ordinarie tävlings startfält, fick internt rösta fram en av dessa låtar till att bli webbjokern i den upplagan. Det gjordes även ett förtydligande kring begreppet icke-kommersiellt som från nu innebar att låtskrivarna fick ha givit ut musik kommersiellt så länge det inte skett före den 1 oktober året före den aktuella Melodifestivalen. Samma upplägg var kvar i antagningarna till Melodifestivalerna 2014 och 2015.
Inför antagningen till Melodifestivalen 2016 meddelade Sveriges Television att likt tidigare skulle en antagning för momentet skulle förekomma. Däremot sades det nu att ingen av de inskickade låtarna längre garanterades att få någon automatisk plats i startfältet även om urvalsjuryn fick bedöma dessa låtar i sin helhetsbedömning. Sveriges Television meddelade heller inte om någon av de inskickade låtarna via Allmänhetens tävling hade fått någon plats efter urvalsjuryns och/eller deras egna val. En liknande modell användes även till antagningarna till de två följande upplagorna, men vid antagningen till Melodifestivalen 2019 valde Sveriges Television att låta samtliga låtskrivare skicka in bidrag via en och samma antagning. I och med det kan man säga att momentet är nedlagt. Det har heller inte förekommit i senare upplagor av Melodifestivalen.